# Malika Boussouf
Malika Boussouf, née en avril 1954, est une journaliste et écrivaine algérienne, qui a été directrice de la rédaction et éditorialiste au quotidien Le Soir d'Algérie.

## Biographie et parcours professionnel
Née en avril 1954 en Algérie, elle est psychologue de formation et a commencé sa carrière en journalisme en 1985 au Soir d’Algérie. 
Malika Boussouf est écrivaine, elle a été directrice de la rédaction et éditorialiste au quotidien Le Soir d'Algérie.

### Militante
Malika Boussouf est une militante de la cause des femmes et de la liberté d'expression.

## Livres
- Publication de Vivre traquée , éditions Calman Lévy, en 1995[2],[6].

- Malika Boussouf publie en collaboration avec Monique Ayoun, Musulmanes et laïques en révolte – Rencontre avec 20 femmes d'exception, en 2014[2],[5].